# Catedral de Nogales
La Catedral de Nogales, oficialmente Catedral Santuario de Nuestra Señora de Guadalupe es un santuario católico elevado al rango de catedral, siendo la sede de la Diócesis de Nogales. Se ubica en la ciudad de Nogales, en el estado de Sonora.

## Historia
El recinto fue construido en 1887 por los padres jesuitas con ayuda de la comunidad de Nogales de aquel tiempo.
Durante a finales del siglo XIX o en el siglo XX el templo fue consagrado como santuario, debido a la devoción a la Virgen de Guadalupe.[cita requerida]
En 2015 el santuario fue consagrado a catedral por el obispo José Leopoldo González González a causa de que el papa Francisco mediante la bula Quo satius consuleretur erigió la Diócesis de Nogales, siendo el santuario sede de la diócesis.
Recientemente, en 2023 se realizo un proyecto en el cual se a remodelado la fachada de la catedral inspirado en algunos antiguos planos de la visión del fundador del recinto del aspecto que le quería dar originalmente.